# Mrenoga
Mrenoga (makedonska: Мренога) är en ort i Nordmakedonien. Den ligger i kommunen Demir Hisar, i den sydvästra delen av landet, 90 kilometer söder om huvudstaden Skopje. Mrenoga ligger 736 meter över havet och antalet invånare är 288.